# Samolot szturmowy

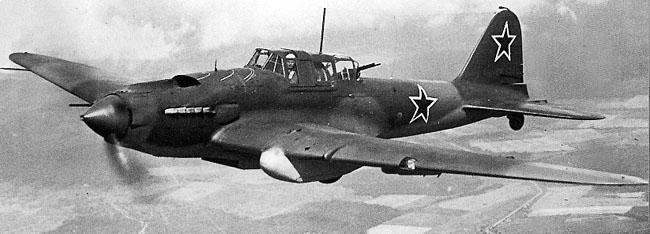
Sowiecki samolot szturmowy Ił-2

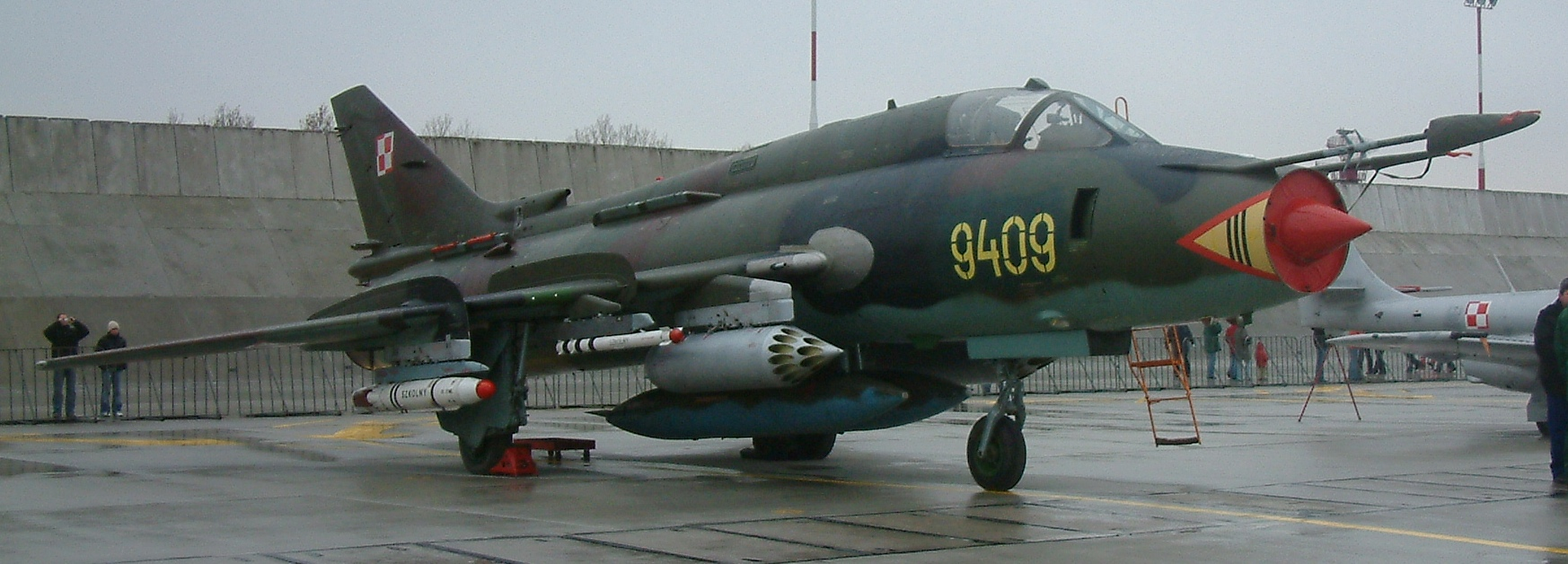
Su-22M4K w malowaniu 7 Eskadry Lotnictwa Taktycznego

Samolot szturmowy (także samolot uderzeniowy) – kategoria samolotu bojowego służącego do atakowania celów naziemnych. 

## Charakterystyka
Samoloty szturmowe służą do zwalczania celów naziemnych bronią konwencjonalną i jądrową oraz do wykonywania zadań wsparcia taktycznego wojsk lądowych. Obronną walkę powietrzną mogą jedynie prowadzić przy użyciu działek pokładowych lub kierowanych pocisków rakietowych typu sidewinder. Ich podstawowe uzbrojenie stanowią bomby lotnicze, niekierowane i kierowane pociski rakietowe, zasobniki z bronią maszynową oraz wbudowane na stałe działka pokładowe kalibru 20–30 mm. Sprzęt nawigacyjno-celowniczy jest zazwyczaj przystosowany do wykonywania działań przeciwko celom naziemnym.

## Historia
W czasie drugiej wojny światowej samolotem szturmowym bywał niewielkich rozmiarów bombowiec (np. Junkers Ju 87), czasem bombowiec dwusilnikowy (np. Douglas A-20 Havoc), częściej ciężki myśliwiec (Hawker Typhoon czy Hawker Tempest).  Pierwszym radzieckim samolotem szturmowym, zaprojektowanym od podstaw w biurze konstrukcyjnym Siergieja Iljuszyna, był Ił-2 (którego następcą był Ił-10), cechujący się integralnym opancerzeniem kabiny załogi. Poza atakowaniem celów naziemnych służył jako bezpośrednie wsparcie dla oddziałów walczących na ziemi oraz do precyzyjnego bombardowania lub ostrzału celów naziemnych z broni pokładowej, rakiet niekierowanych lub pocisków kierowanych powierzchniowych i punktowych. 
Jednym z pierwowzorów samolotów szturmowych był niemiecki prototypowy Ago S.I z 1918 roku, uzbrojony w działko kalibru 20 mm strzelające w dół specjalnie do walki z czołgami.
Pierwszy raz lotnictwa szturmowego użyli na wielką skalę Niemcy, którzy w dużej mierze oparli doktrynę blitzkriegu na bezpośrednim wsparciu wojsk pancernych i piechoty lotnictwem szturmowym i taktycznym. Użyto  m.in. samolotów 
Junkers Ju 87 Stuka i Junkers Ju 88.
Lotnictwo szturmowe oprócz wsparcia bojowego dla własnych oddziałów również silne oddziałuje na psychikę wroga, co dobitnie ukazały walki w czasie kampanii wrześniowej w 1939, kiedy wśród polskich żołnierzy pojawiał się lęk prowadzący do uznania, że „wszystko, co w powietrzu, to niemieckie”. Doprowadziło to do przypadków otwierania ognia do własnych samolotów w obawie przed bombardowaniem.

## Samolot bliskiego wsparcia powietrznego
Samolot bliskiego wsparcia powietrznego to samolot bojowy przeznaczony do wspierania sił lądowych (bezpośrednie wsparcie lotnicze, ang. Close Air Support).